# Holothuria impatiens
Holothuria impatiens е вид морска краставица от семейство Holothuriidae.

## Разпространение и местообитание
Видът е разпространен в Австралия, Американска Самоа, Американски Вирджински острови, Ангуила, Антигуа и Барбуда, Аруба, Бангладеш, Барбадос, Бахамски острови, Белиз, Бонер, Британска индоокеанска територия, Британски Вирджински острови, Бруней, Вануату, Виетнам, Галапагоски острови, Гваделупа, Гватемала, Гренада, Гуам, Гърция, Джибути, Доминика, Доминиканска република, Египет, Еквадор, Еритрея, Йемен, Израел, Индия, Индонезия, Йордания, Ирак, Иран, Кайманови острови, Камбоджа, Кения, Кирибати, Китай, Кокосови острови, Колумбия, Коморски острови, Коста Рика, Куба, Кувейт, Кюрасао, Мавриций, Мадагаскар, Майот, Малайзия, Малдиви, Маршалови острови, Мексико, Мианмар, Микронезия, Мозамбик, Монсерат, Науру, Никарагуа, Ниуе, Нова Каледония, Обединени арабски емирства, Оман, Остров Рождество, Острови Кук, Пакистан, Палау, Панама, Папуа Нова Гвинея, Питкерн, Провинции в КНР, Пуерто Рико, Реюнион, Саба, Салвадор, Самоа, Саудитска Арабия, Свети Мартин, Северни Мариански острови, Сейнт Винсент и Гренадини, Сейнт Китс и Невис, Сейнт Лусия, Сейшели, Сен Естатиус, Сингапур, Синт Мартен, Соломонови острови, Сомалия, Судан, Тайван, Тайланд, Танзания, Токелау, Тонга, Тринидад и Тобаго, Тувалу, Турция, Търкс и Кайкос, Уолис и Футуна, Фиджи, Филипини, Франция, Френска Полинезия, Хаити, Хондурас, Шри Ланка, Южна Африка, Ямайка и Япония.
Обитава крайбрежията и пясъчните дъна на океани, морета, заливи и рифове в райони с тропически климат.